# Chrysothamnus
Chrysothamnus es un género de arbustos caducos perteneciente a la familia Asteraceae. Es nativo de las regiones áridas del oeste de EE. UU. y México. Son conocidas por sus brillantes flores blancas o amarillas en pleno verano. 
Las larvas de algunas especies de  Lepidopteras incluyendo  Coleophora linosyridella, Coleophora viscidiflorella (que comen de C. viscidiflorus) y Schinia walsinghami se alimentan de especies de Chrysothamnus.
Comprende 94 especies descritas y solo 13 aceptadas.

## Taxonomía
El género fue descrito por Thomas Nuttall y publicado en Transactions of the American Philosophical Society, new series, 7: 323–324. 1840. La especie tipo es: Chrysothamnus pumilus Nutt.

## Especies
A continuación se brinda un listado de las especies del género Chrysothamnus aceptadas hasta junio de 2011, ordenadas alfabéticamente. Para cada una se indica el nombre binomial seguido del autor, abreviado según las convenciones y usos.
- Chrysothamnus depressus Nutt.
- Chrysothamnus eremobius L.C.Anderson
- Chrysothamnus greenei (A.Gray) Greene
- Chrysothamnus humilis Greene
- Chrysothamnus molestus (S.F.Blake) L.C.Anderson
- Chrysothamnus nauseosus (Pall. ex Pursh) Britton
- Chrysothamnus oreophilus A.Nelson
- Chrysothamnus parryi (A.Gray) Greene
- Chrysothamnus pulchellus (A.Gray) Greene
- Chrysothamnus scopulorum (M.E.Jones) "Urbatsch, R.P.Roberts & Neubig"
- Chrysothamnus stylosus (Eastw.) "Urbatsch, R.P.Roberts & Neubig"
- Chrysothamnus vaseyi (A.Gray) Greene
- Chrysothamnus viscidiflorus (Hook.) Nutt.